# كالفين رايدر
كالفين رايدر (بالإنجليزية: Calvin Ryder)‏ هو مهندس معماري أمريكي، ولد في 1810، وتوفي في 1890.